# Demigod
Demigod je sedmi studijski album poljskog sastava ekstremnog metala Behemoth. Diskografska kuća Regain Records objavila ga je 25. listopada 2004.

## O albumu
Album se snimao od svibnja do srpnja 2004. u studiju Hendrix u Lublinu, a objavljen je u listopadu 2004. Daniel Bergstrand miksao ga je u studiju Dug out u švedskom gradu Uppsali od srpnja do kolovoza 2004. Masteriran je u studiju Cutting Room u Stockholmu u kolovozu 2004.
Na pjesmi "XUL" gostuje Karl Sanders, gitarist sastava Nile.
Pjesma "Before the Æons Came" adaptacija je pjesme britanskog pjesnika Algernona Charlesa Swinburnea.
Pjesma "Conquer All" predstavljena je kao DLC u glazbenoj igri Rock Band 2, a pojavila se i u idućim igrama.
Demigod se smatra albumom prekretnicom za skupinu na poljskoj death metal-sceni, a Decibel Magazine uvrstio ga je u svoju Kuću slavnih.

## Popis pjesama
Glazba: Nergal.
| 1.    | »Sculpting the Throne ov Seth«         | Nergal                     | 4:41 |
| 2.    | »Demigod«                              | Nergal                     | 3:31 |
| 3.    | »Conquer All«                          | Nergal                     | 3:30 |
| 4.    | »The Nephilim Rising«                  | Krzysztof Azarewicz        | 4:21 |
| 5.    | »Towards Babylon«                      | Nergal                     | 3:22 |
| 6.    | »Before the Æons Came«                 | Algernon Charles Swinburne | 2:58 |
| 7.    | »Mysterium Coniunctionis (Hermanubis)« | Azarewicz                  | 3:41 |
| 8.    | »XUL«                                  | Nergal                     | 3:11 |
| 9.    | »Slaves Shall Serve«                   | Azarewicz                  | 3:05 |
| 10.   | »The Reign ov Shemsu-Hor«              | Nergal                     | 8:27 |
| 40:47 |                                        |                            |      |

| Bonus pjesme na japanskom izdanju | Bonus pjesme na japanskom izdanju | Bonus pjesme na japanskom izdanju | Bonus pjesme na japanskom izdanju | Bonus pjesme na japanskom izdanju | Bonus pjesme na japanskom izdanju | Bonus pjesme na japanskom izdanju | Bonus pjesme na japanskom izdanju | Bonus pjesme na japanskom izdanju | Bonus pjesme na japanskom izdanju |
| Br.                               | Skladba                           | Tekstopisac                       | Skladatelj                        | Trajanje                          |                                   |                                   |                                   |                                   |                                   |
| --------------------------------- | --------------------------------- | --------------------------------- | --------------------------------- | --------------------------------- | --------------------------------- | --------------------------------- | --------------------------------- | --------------------------------- | --------------------------------- |
| 11.                               | »Conjuration ov sleep Daemons«    | Azarewicz                         | Nergal                            | 3:25                              |                                   |                                   |                                   |                                   |                                   |
| 12.                               | »Welcome to Hell« (obrada Venoma) | Abaddon, Cronos, Mantas           | Abaddon, Cronos, Mantas           | 3:15                              |                                   |                                   |                                   |                                   |                                   |
| 47:07                             |                                   |                                   |                                   |                                   |                                   |                                   |                                   |                                   |                                   |

## Zasluge
| Behemoth - Orion – bas-gitara - Inferno – bubnjevi - Nergal – vokal, solo-gitara, akustična gitara (na pjesmi "The Nephilim Rising"), dirigent (zborovi, na pjesmama "Sculpting the Throne ov Seth" i "The Reign ov Shemsu-Hor"), naslovnica (koncept), produkcija, maska (dizajn) Dodatni glazbenici - Seth – solo-gitara (na 1. i 5. pjesmi te od 8. do 10. pjesme), akustična gitara (na pjesmama "Sculpting the Throne ov Seth" i "The Nephilim Rising") - Karl Sanders – solo-gitara (na pjesmi "XUL") - Academic Male Choir From Lublin – vokal (zborovi) | Ostalo osoblje - Krzysztof Azarewicz – naslovnica (koncept), fotografije - Arkadiusz Malczewski – inženjer zvuka, produkcija, naslovnica (koncept) - Daniel Bergstrand – miks - Thomas Eberger – mastering - Dominik Kulaszewicz – fotografije - Krzysztof Sadowski – fotografije - Sharon E. Wennekers – tekstovi (gramatika) - www.g-r-a-a-l.com – grafički dizajn, dizajn, maska (dizajn) - Piotr Bañka – klavijatura, orkestracije, dirigent (zborovi) - Melissa – tekstovi (gramatika) - Zenon Darski – oružje, ratna oprema, maska - Norbert Grabianowski – maska (konstrukcija) |